# Deutschland Cup 2016
27. ročník hokejového turnaje Deutschland Cup se konal od 4. do 6. listopadu 2016 v Augsburgu. Vyhrála jej hokejová reprezentace Slovenska.

## Účastníci turnaje
- Kanada (výběr hráčů z evropských soutěží)
- Slovensko
- Švýcarsko
- Německo

## Výsledky
| 4. listopadu 2016 16:00 | Kanada | 3:0 (1:0, 1:0, 1:0) | Švýcarsko | Curt Frenzel Stadium, Augsburg Návštěvnost: 4 000 |  |

| Přehled                                                |
| 12:13 Mat Robinson 24:52 Geoff Kinrade 58:54 Derek Roy |

| 4. listopadu 2016 19:30 | Německo | 1:3 (0:0, 0:1, 1:2) | Slovensko | Curt Frenzel Stadium, Augsburg Návštěvnost: 4 035 |  |

| Přehled               |                       |  |                                                                  |
| 58:20 Nicolas Krämmer | 58:20 Nicolas Krämmer |  | 33:24 Michal Čajkovský 51:39 Vladimír Dravecký 59:11 Tomáš Hrnka |

| 5. listopadu 2016 16:00 | Slovensko | 4:3 SN (1:1, 2:1, 0:1, 0:0) | Kanada | Curt Frenzel Stadium, Augsburg Návštěvnost: 4 500 |  |

| Přehled Zpráva (slovensky)                                                                      |                                                                                                 |  |                                                      |
| 10:40 Martin Gernát 31:51 Andrej Kudrna 33:10 Adam Jánošík rozhodující nájezd Vladimír Dravecký | 10:40 Martin Gernát 31:51 Andrej Kudrna 33:10 Adam Jánošík rozhodující nájezd Vladimír Dravecký |  | 7:49 Kevin Clark 32:30 Matt Ellison 47:46 Greg Scott |

| 5. listopadu 2016 19:30 | Švýcarsko | 2:3 (1:0, 1:1, 0:2) | Německo | Curt Frenzel Stadium, Augsburg Návštěvnost: 4 985 |  |

| Přehled                                |                                        |  |                                                               |
| 4:19 Yannick Herren 37:20 Reto Schäppi | 4:19 Yannick Herren 37:20 Reto Schäppi |  | 25:51 Nicolas Krämmer 45:08 Leonhard Pföderl 48:37 Denis Reul |

| 6. listopadu 2016 13:00 | Švýcarsko | 1:4 (0:1, 0:0, 1:3) | Slovensko | Curt Frenzel Stadium, Augsburg Návštěvnost: 4 500 |  |

| Přehled Zpráva (slovensky) |                       |  |                                                                                   |
| 45:59 Lino Martschini      | 45:59 Lino Martschini |  | 15:17 Lukáš Cingeľ 43:50 Michal Čajkovský 50:46 Marcel Haščák 58:58 Marcel Haščák |

| 6. listopadu 2016 16:30 | Německo | 1:3 (0:3, 0:0, 1:0) | Kanada | Curt Frenzel Stadium, Augsburg Návštěvnost: 5 670 |  |

| Přehled                 |                         |  |                                                    |
| 45:49 Thomas Greilinger | 45:49 Thomas Greilinger |  | 5:23 Kevin Clark 17:24 Derek Roy 18:11 Kevin Clark |

## Konečná tabulka
| Poř. | Tým       | Z | V | VP | PP | P | VG | OG | B |
| ---- | --------- | - | - | -- | -- | - | -- | -- | - |
| 1.   | Slovensko | 3 | 2 | 1  | 0  | 0 | 11 | 5  | 8 |
| 2.   | Kanada    | 3 | 2 | 0  | 1  | 0 | 9  | 5  | 7 |
| 3.   | Německo   | 3 | 1 | 0  | 0  | 2 | 5  | 8  | 3 |
| 4.   | Švýcarsko | 3 | 0 | 0  | 0  | 3 | 3  | 10 | 0 |

## Soupisky týmů
1.  Slovensko 

Brankáři: Jaroslav Janus, Július Hudáček, Ján Laco.

Obránci: Adam Jánošík, Eduard Šedivý, Peter Čerešňák, Juraj Mikuš, Martin Gernát, Peter Trška, Dominik Graňák, Michal Čajkovský.

Útočníci: Lukáš Cingeľ, David Skokan, Bruno Mráz, Andrej Kudrna, Vladimír Dravecký, Jakub Suja, Tomáš Matoušek, Radoslav Macík, Dalibor Bortňák, Tomáš Hrnka, Matěj Češík, Marcel Haščák.

Trenéři: Zdeno Cíger, Miroslav Miklošovič.
2.  Kanada 

Brankáři: Danny Taylor, Barry Brust.

Obránci: Patrick McNeill, Mat Robinson, Chris Lee, Chay Genoway, Jesse Blacker, Geoff Kinrade, Jonathan Sigalet, Branden Lamb.

Útočníci: Derek Roy, Matt Ellison, Bud Holloway, Paul Szczechura, Greg Scott, Brandon Kozun, Nick Petersen, Kevin Clark, Jonathan Matsumoto, Brandon Buck, Curtis Hamilton, Curtis Hamilton, Andrew Gordon, Maxim Talbot, Trevor Parkes-

Trenéři: Dave King, Mike Pelino, Luke Richardson.
3.  Německo 

Brankáři: Niklas Treutle, Felix Brückmann, Mathias Niederberger.

Obránci: Denis Reul, Justin Krueger, Marco Nowak, Kondrad Abeltshauser, Benedikt Kohl, Björn Krupp, Jonas Müller, Sinan Akdağ, Marcel Brandt.

Útočníci: Jerome Flaake, Kai Hospelt, Thomas Oppenheimer, Nicolas Krämmer, Sebastian Uvira, Thomas Greilinger, Yasin Ehliz, Gerrit Fauser, Felix Schütz, Leonhard Pföderl, Daniel Pietta, Philip Gogulla, Brent Raedeke, Maximilian Kastner, Thomas Holzmann.

Trenéři: Marco Sturm, Patrick Dallaire, Tobias Abstreiter, Jochen Hecht.
4.  Švýcarsko 

Brankáři: Robert Mayer, Tobias Stephan.

Obránci: Patrick Geering, Rafael Diaz, Dominik Schlumpf, Noah Schneeberger, Yannick Rathgeb, Romain Loeffel, Eric Blum, Joel Genazzi, Robin Grossmann.

Útočníci: Mauro Jörg, Vincent Praplan, Andres Ambühl, Yannick Herren, Gregory Hofmann, Reto Schäppi, Etienne Froidevaux, Noah Rod, Dario Simion, Tristan Scherwey, Enzo Corvi, Jeremy Wick, Gaëtan Haas, Lino Martschini, Julian Walker.

Trenéři: Patrick Fischer, Tommy Albelin.